# NorthStar
NorthStar o North Star è un videogioco a piattaforme fantascientifico sviluppato dalla Sentient Software e pubblicato dalla Gremlin Graphics nel 1988 per Amstrad CPC, Atari ST, Commodore 64 e ZX Spectrum.

## Trama
Per risolvere il problema del sovrappopolamento della Terra, è stata iniziata la costruzione dell'immensa stazione spaziale NorthStar (stella polare). Ma proprio quando sta per essere completata non giungono più notizie dalla stazione. Il personaggio del giocatore viene mandato a investigare, e scopre che è stata invasa da un esercito alieno. Deve farsi strada nei dieci livelli, dalla superficie fino al cuore della stazione, per riattivare il sistema di supporto vitale della stazione.

## Modalità di gioco
Il gioco è a visuale laterale e scorrimento orizzontale in entrambi i sensi, con presenza di piattaforme rialzate.
Il personaggio può correre e saltare (lateralmente solo se già in movimento) ed è inizialmente armato di tenaglie estensibili a corto raggio. In seguito può raccogliere altri cinque tipi di arma.
I nemici sono soldati appiedati, dall'aspetto di umanoidi in tuta spaziale, e gusci meccanici rimbalzanti, entrambi uccidono al contatto.
C'è anche una riserva limitata di ossigeno per respirare, che viene ricaricata al termine di ogni livello.